# Velondriake
Velondriake is de naam van een lokaal bestuurd gebied in het zuidwesten van Madagaskar. Het gebied beslaat ongeveer 800 vierkante kilometer aan de kust en op de zee en heeft een grote biodiversiteit. Het gebied bevat onder andere koraalriffen en velden met zeegrassen in de zee en mangrovebossen en baobabbossen op het land. Een lokaal bestuurd gebied aan zee wordt een LMMA genoemd, een afkorting van locally managed marine area. Velondriake is een van de grootste LMMA's in de Indische Oceaan.

## Vezo

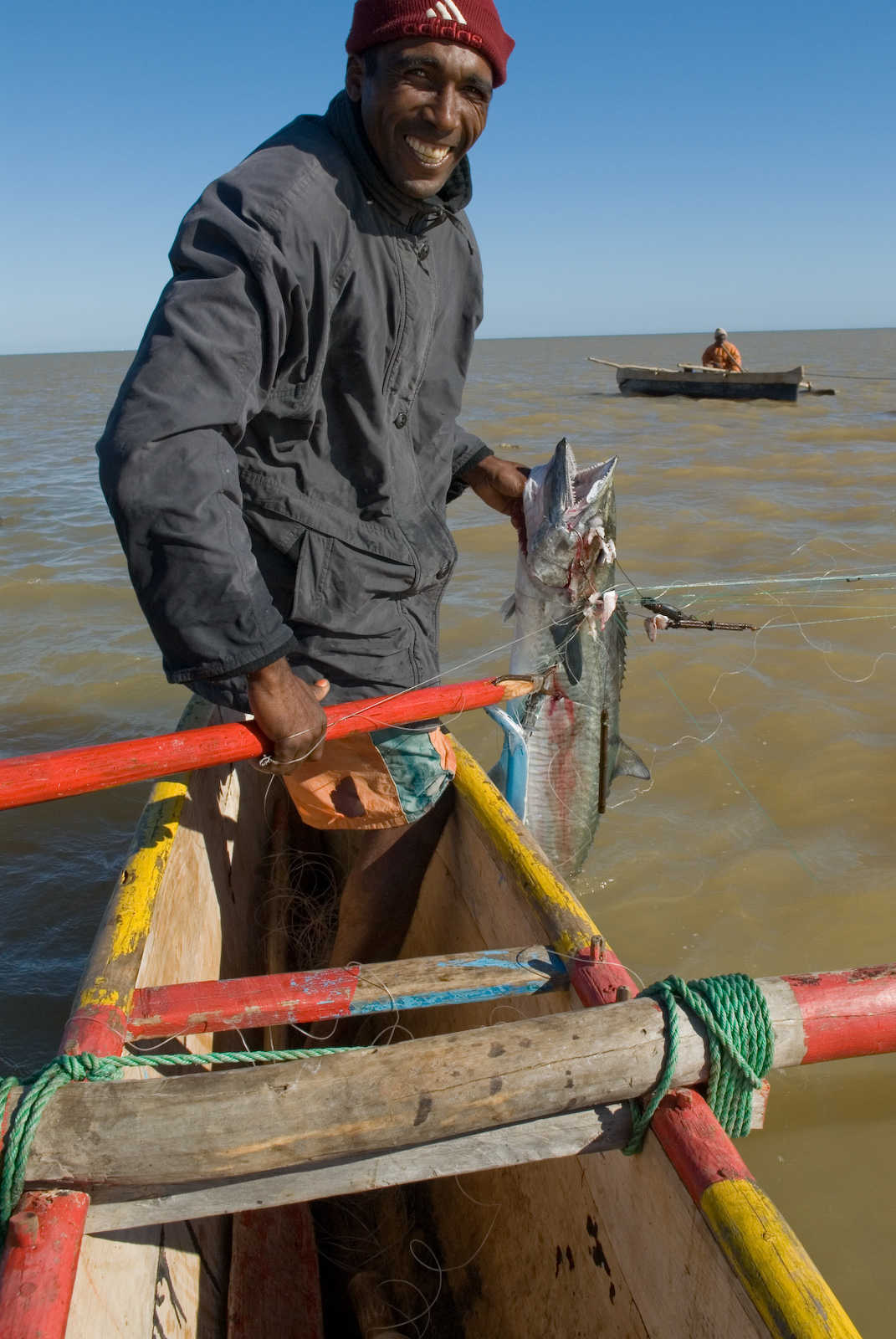
Velondriake wordt beheerd door de Vezo

In het gebied liggen 25 dorpen met in totaal ongeveer 7.000 vissers van de Vezo-clan, een subclan van de Sakalava. Het leven van de Vezo wordt al eeuwenlang beheerst door de visvangst en zo hebben ze een grote kennis van de natuur in hun omgeving verkregen. Om overbevissing te voorkomen en om ecosystemen te beschermen wordt het gebied door de Vezo beheerd. Velondriake is een Malagassisch woord in het Vezo-dialect en betekent 'het leven met de zee'.

## Activiteiten
Het gebied wordt bestuurd aan de hand van een aantal eigen wetten, de dina. Deze wetten worden door de regering van Madagaskar erkend en behelzen onder andere milieuvriendelijke vismethodes en bescherming van de mangrovebossen. De Velondriake Association is een door de Vezo-vissers gekozen bestuur en is verantwoordelijk voor de handhaving van deze dina. Velondriake is onderverdeeld in drie geografische gebieden (vondrona) met elk een eigen kabinet, inclusief president, vicepresident en secretaris. Elke inwoner heeft inspraak in het bestuur van de vondrona en alle dorpen hebben hun eigen vertegenwoordigers. Grote dorpen als Andavadoaka hebben zes vertegenwoordigers, kleinere dorpen hebben er meestal twee of drie.

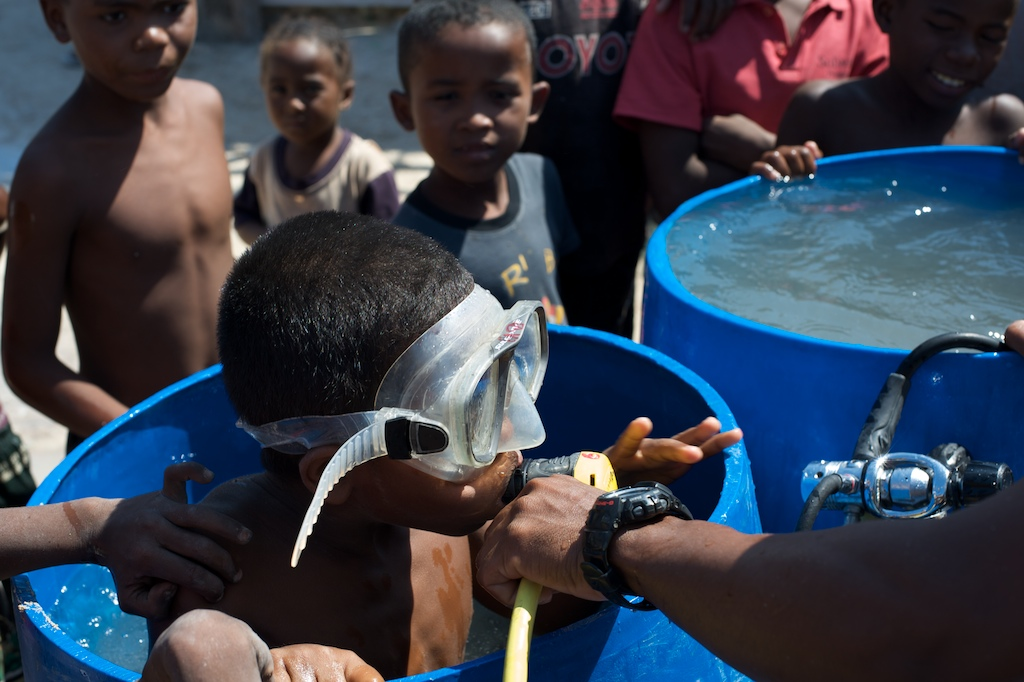
Vezo-kinderen krijgen duikles in Andavadoaka van medewerkers van Blue Ventures.

Andere activiteiten van Velondriake is het onderzoeken en kweken van bedreigde diersoorten en plantensoorten, het verzorgen van alternatieve bestaansmiddelen voor de Vezo en het geven van onderwijs in milieuvriendelijke visserijmethodes, in samenwerking met de MacArthur Foundation en UNICEF. Blue Ventures is een Britse organisatie voor het beschermen van het leven in de zee en werkt sinds 2003 met Velondriake samen aan het behoud van hun gebied. Andere organisaties die met Velondriake samenwerken zijn onder andere de Wildlife Conservation Society, de Western Indian Ocean Marine Science Association (WIOMSA) en de Universiteit van Toliara.

## Onderscheidingen
In 2007 won Andavadoaka de Equator Prize, een onderscheiding dat het VN-Ontwikkelingsprogramma (UNDP) toekent aan gemeenschappen die zich gezamenlijk inzetten voor het in stand houden van ecosystemen. Andavadoaka was gekozen uit meer dan 300 nominaties uit diverse landen. Ze kregen de prijs voor hun inspanningen om de octopussen langs de kust te beschermen.
De president van Velondriake kreeg in 2008 de J. Paul Getty Award van het World Wildlife Fund voor zijn inspanningen om Velondriake te besturen en zijn bijdrage aan de natuurbescherming. Het prijzengeld werd gebruikt voor een onderwijsfonds voor studenten in de mariene biologie.